# The Girl and the Ring

The Girl and the Ring est un film américain réalisé par Charles Avery, sorti en 1917.

## Fiche technique
- Titre original : The Girl and the Ring
- Réalisation : Charles Avery
- Photographie : O.G. Hill
- Production : Mack Sennett
- Société de production : Keystone
- Société de distribution : Keystone
- Pays de production :  États-Unis
- Langue originale : anglais
- Format : noir et blanc — 35 mm — 1,37:1 — Film muet
- Genre : Comédie
- Durée : une bobine (300 m)
- Date de sortie :
  - États-Unis : 3 juin 1917

## Distribution
- Harry Depp : le serveur
- Claire Anderson
- A. Edward Sutherland : Murphy
- Frank Reynolds
- Malcolm St. Clair : un challenger
- Charles Force
- Al McKinnon
- James Donnelly
- Bartine Burkett
- Monty Banks